# Adams County (Illinois)
Das Adams County ist ein County im US-amerikanischen Bundesstaat Illinois. Im Jahr 2010 hatte das County 67.103 Einwohner und eine Bevölkerungsdichte von 30,2 Einwohnern pro Quadratkilometer. Der Verwaltungssitz (County Seat) ist Quincy.

## Geografie
Das County liegt im äußersten Westen von Illinois am Ostufer des Mississippi River, der hier die Grenze zum benachbarten Bundesstaat Missouri bildet. Es hat eine Fläche von 2219 Quadratkilometern, wovon 38 Quadratkilometer Wasserfläche sind. An das Adams County grenzen folgende Nachbarcountys:
| Lewis County (Missouri)  | Hancock County | Schuyler County |
|                          | Kompass        | Brown County    |
| Marion County (Missouri) | Pike County    |                 |

## Geschichte

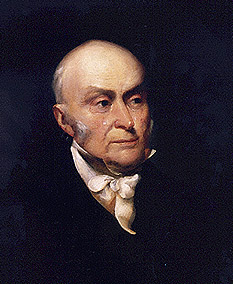
J. Q. Adams

Das Adams County wurde am 13. Januar 1825 auf ehemaligen Teilen des Pike County gegründet.
Benannt wurde es nach John Quincy Adams (1767–1848), dem sechsten Präsidenten der USA (1825–1829).
Die erste Zusammenkunft des County-Gerichts fand am 4. Juli desselben Jahres statt.

## Bevölkerung

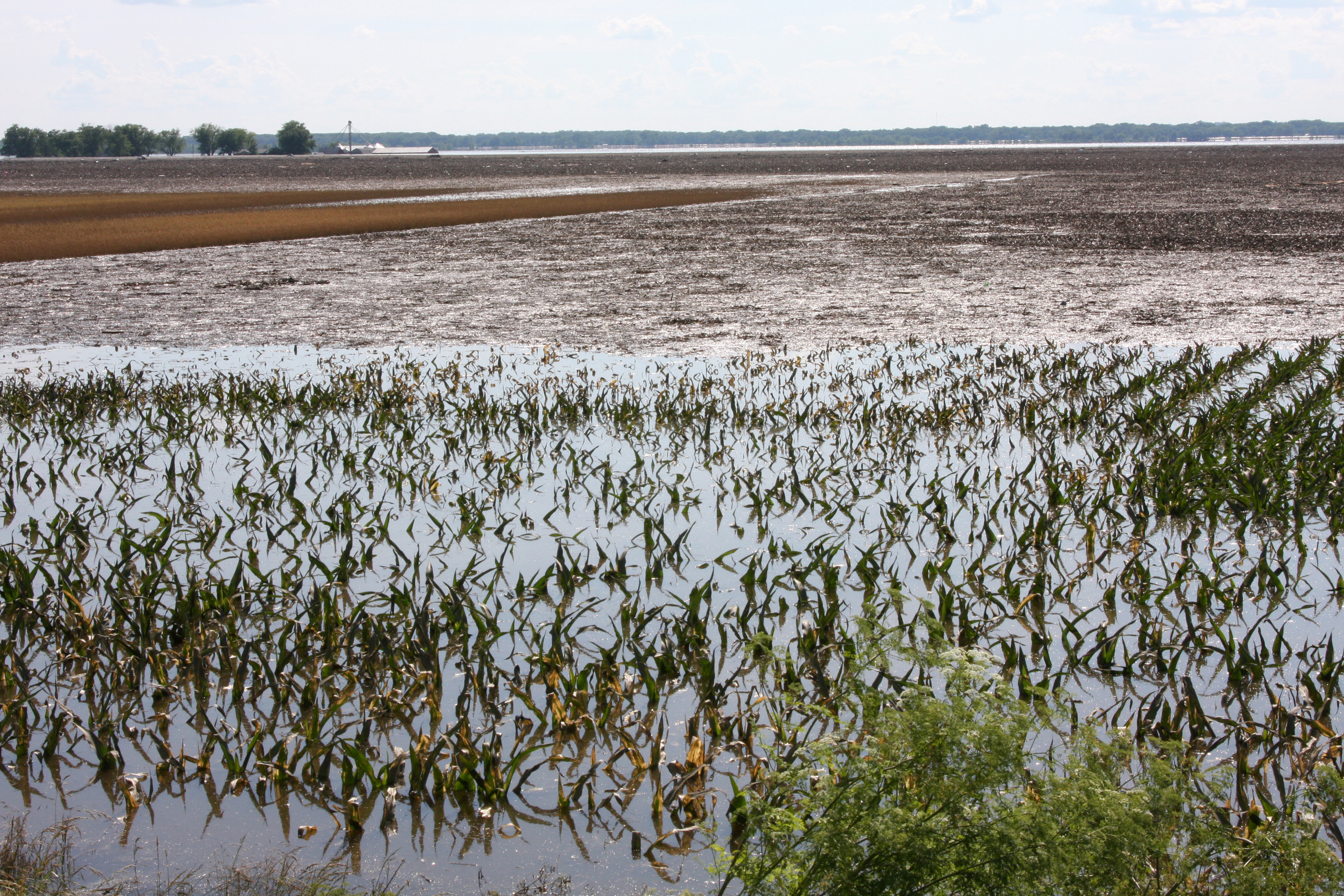
20. Juni 2008 – Quincy, Adams County – Zerstörte Maisernte durch Überschwemmung des Mississippi

Nach der Volkszählung im Jahr 2010 lebten im Adams County 67.103 Menschen in 27.579 Haushalten. Die Bevölkerungsdichte betrug 30,2 Einwohner pro Quadratkilometer. In den 27.579 Haushalten lebten statistisch je 2,32 Personen.
Ethnisch betrachtet setzte sich die Bevölkerung zusammen aus 93,7 Prozent Weißen, 3,5 Prozent Afroamerikanern, 0,2 Prozent amerikanischen Ureinwohnern, 0,7 Prozent Asiaten sowie aus anderen ethnischen Gruppen; 1,6 Prozent stammten von zwei oder mehr Ethnien ab. Unabhängig von der ethnischen Zugehörigkeit waren 1,2 Prozent der Bevölkerung spanischer oder lateinamerikanischer Abstammung.
23,0 Prozent der Bevölkerung waren unter 18 Jahre alt, 59,5 Prozent waren zwischen 18 und 64 und 17,5 Prozent waren 65 Jahre oder älter. 51,3 Prozent der Bevölkerung war weiblich.
Das jährliche Durchschnittseinkommen eines Haushalts lag bei 41.582 USD. Das Prokopfeinkommen betrug 23.941 USD. 15,7 Prozent der Einwohner lebten unterhalb der Armutsgrenze.

## Orte im County
| City - Quincy | Town - La Prairie |

Villages
| - Camp Point - Clayton - Coatsburg - Columbus | - Golden - Liberty - Lima - Loraine | - Mendon - Payson - Plainville - Ursa |

## Gliederung
Das Adams County ist in 23 Townships eingeteilt:

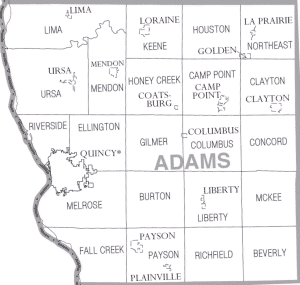
Gliederung des Adams County

| Township             | Einwohner (2010) | FIPS     |
| -------------------- | ---------------- | -------- |
| Beverly Township     | 406              | 17-05742 |
| Burton Township      | 909              | 17-10019 |
| Camp Point Township  | 1.632            | 17-10890 |
| Clayton Township     | 1.027            | 17-14780 |
| Columbus Township    | 551              | 17-15859 |
| Concord Township     | 287              | 17-16015 |
| Ellington Township   | 2.855            | 17-23412 |
| Fall Creek Township  | 529              | 17-25258 |
| Gilmer Township      | 1.128            | 17-29288 |
| Honey Creek Township | 720              | 17-35957 |
| Houston Township     | 221              | 17-36295 |
| Keene Township       | 604              | 17-39220 |

| Township           | Einwohner (2010) | FIPS     |
| ------------------ | ---------------- | -------- |
| Liberty Township   | 1.360            | 17-43146 |
| Lima Township      | 534              | 17-43458 |
| McKee Township     | 171              | 17-45746 |
| Melrose Township   | 5.746            | 17-48203 |
| Mendon Township    | 1.520            | 17-48320 |
| Northeast Township | 840              | 17-53624 |
| Payson Township    | 1.795            | 17-58278 |
| Quincy Township    | 40.633           | 17-62380 |
| Richfield Township | 411              | 17-63550 |
| Riverside Township | 2.151            | 17-64408 |
| Ursa Township      | 1.073            | 17-77057 |
|                    |                  |          |

## Attraktionen
- Adams County Fair
- Siloam Springs State Park
- Fall Creek Scenic Park
- Golden Windmill
- Burton Cave